# Barbudet de carpó vermell
El barbudet de carpó vermell (Pogoniulus atroflavus) és una espècie d'ocell de la família dels líbids (Lybiidae).
 Habita boscos de les terres baixes i muntanyes fins als 2400 m, al Senegal, Gàmbia, sud de Mali, Sierra Leone, sud-est de Guinea, Libèria, Costa d'Ivori, Ghana, Nigèria, sud de Camerun, Guinea Equatorial, el Gabon, República del Congo, Cabinda, sud-est de la República Centreafricana, nord i nord-est de la República Democràtica del Congo i oest d'Uganda i, més cap al sud, al nord-oest d'Angola i sud i est de la República Democràtica del Congo.